# Gubavce
Gubavce (cyr. Губавце) – wieś w Serbii, w okręgu jablanickim, w gminie Medveđa. W 2011 roku liczyła 21 mieszkańców.